# Géant des Batailles
'Géant des Batailles' est un cultivar de rosier hybride remontant obtenu en 1845 par le rosiériste lyonnais Nérard et introduit au commerce en 1846 par Guillot père (1803-1882). Il était très apprécié au XIXe siècle et au début du XXe siècle. Louis van Houtte le mentionne en 1864 dans Flore des serres et des jardins de l'Europe comme une des variétés les plus belles d'hybrides perpétuels. 'Géant des Batailles' fut utilisé pour de nombreux croisements afin de transmettre sa couleur remarquable. S'il a marqué l'histoire de la culture de la rose, il est rarement cultivé aujourd'hui.

## Description
Le buisson de ce rosier remontant peut s'élever de 100 à 120 cm. Il est fort épineux. Il donne des fleurs en rosettes très doubles et parfumées de couleur rouge pourpre. La floraison en panicules intervient en juin avec une remontée moins généreuse, généralement en octobre.
Ce rosier doit être traité préventivement contre la maladie des taches noires et contre l'oïdium. Il est peu rustique. On peut l'admirer à l'Europa-Rosarium de Sangerhausen.
Il est issu d'un croisement 'Gloire des Rosomanes' x Rosa chinensis.

## Descendance
Parmi les variétés à qui 'Géant des Batailles' a donné naissance, l'on peut distinguer :
- 'Général Jacqueminot' (Roussel 1853), par croisement avec 'Gloire des Rosomanes'
- 'Arthur de Sansal' (Cochet père et fils 1855)
- 'Empereur du Maroc' (Guinosseau, 1858)
- 'Baron de Bonstetten' (Liabaud 1871), par croisement avec 'Général Jacqueminot'

## Homonymie
Il ne doit pas être confondu avec une variété de laurier-rose, également baptisée 'Géant des Batailles'.